# In the Closet
«In the Closet» (с англ. — «В тайне») — песня американского автора-исполнителя Майкла Джексона. Третий сингл из его восьмого студийного альбома Dangerous. Он был выпущен на лейбле Epic Records в апреле 1992 года. Песня, выдержанная в жанре нью-джек-свинга, была написана Джексоном вместе с продюсером Тедди Райли. Женский вокал в композиции принадлежит Стефании, принцессе Монако.
«In the Closet» стала 6-й в американском хит-параде Billboard Hot 100 и возглавила Hot R&B/Hip-Hop Songs и стала 8-й в британском хит-параде UK Singles Charts. Премьера видеоклипа на песню, снятого фотографом Хербом Ритцем и самим певцом, состоялась 23 апреля 1992 года. В роли соблазнительницы, о которой Джексон повествует в тексте песни, выступила британская супермодель Наоми Кэмпбелл.

## История создания и особенности композиции
Трек должен был стать дуэтом Майкла Джексона и Мадонны, однако сотрудничество с певицей было прекращено ещё на начальном этапе создания песни: музыкант отказался от её идей текста. Рабочим названием композиции было «(Coming Out) Of the Closet» (с англ. — «Раскрывая тайну»). В тексте певец повествует о том, что его пытается соблазнить девушка: он хочет, чтобы это оставалось «в тайне» («Keep it in the closet»), а она, напротив, желает «открыть дверь», «не скрывая нашу любовь» («Don’t hide our love»). Музыку и слова Джексон написал вместе с продюсером Тедди Райли. Певец принёс в студию демоверсию композиции, записанную на диктофон. Райли вспоминал, что Джексон часто пользовался диктофоном, чтобы показать голосом, как должен звучать трек, а затем уже в студии они думали, как можно это реализовать: «Сначала он поработал с партиями струнных на синтезаторе, — рассказал продюсер. — Затем он с помощью битбокса показал как должны звучать ударные, это было похоже на драм-машину, и всё это сработало».
«In the Closet» — песня медленного и свободного темпа, написанная в тональности ре мажор. Композиция начинается со вступления на рояле, переходящего в замкнутый бит, и наращивает напряжение, достигающее высшей точки на отметке 4:30. Электронный ритм построен на звуках хлопающей двери, бьющегося стекла, и хлопков в ладоши. Джексон использует приглушённый вокал в куплетах, фальцет в припевах и технику скэта. Завершается композиция звуком захлопывающейся двери. В песне звучит и женский голос — в буклетах альбома Dangerous и на изданиях сингла «In the Closet» исполнительницей была указана «таинственная девушка» («Mystery Girl»). Некоторое время считалось, что под этим псевдонимом скрывалась Пола Абдул или Мадонна, позднее стало известно, что это была принцесса Монако Стефания.

## Выпуск сингла и реакция критиков
«In the Closet» была выпущена вместо «Who Is It» в качестве третьего сингла из альбома Джексона Dangerous 9 апреля 1992 года на виниловых пластинках, компакт-дисках и компакт-кассетах. Композиция добралась до 6-й строчки американского чарта Billboard Hot 100, возглавила Hot R&B/Hip-Hop Songs и стала 8-й в британском хит-параде UK Singles Charts. Песня получила золотую сертификацию в США.
По мнению рецензента Pop Matters «In the Closet» очень отличается от других песен в жанре нью-джек-свинга конца 80-х — начала 90-х. В журнале Rolling Stone отметили неожиданный «змеиный» бридж композиции. Критики портала Allmusic назвали «In the Closet» среди тех треков на Dangerous, которые показали пик профессионального мастерства певца. Роберт Кристгау писал о том, что песня иллюстрирует самый сексуально-романтичный период творчества Джексона.

## Музыкальное видео
Джексон и фотограф Херб Ритц стали режиссёрами клипа на песню «In the Closet» — таким образом, музыкант осуществил свой режиссёрский дебют. Съёмки этого не цветного ролика прошли в пустынной местности Южной Калифорнии. В роли соблазнительницы, о которой поёт Джексон, выступила британская супермодель Наоми Кэмпбелл — вместе они исполняют эротичный танец. Кроме того, для версии песни, сопровождавшей видеоролик, Кэмпбелл перезаписала партию «таинственной девушки» вместо принцессы Стефании.
Мировая премьера видео на телевидении состоялась 23 апреля 1992 года. В ЮАР видеоклип посчитали слишком эротичным и запретили показ. Ролик был номинирован на статуэтку «MTV Video Music Awards» в категории «Лучшая кинематография в видеоклипе» и на награду «Billboard Music Video Awards» в категории «Лучшая мужская хореография в видеоклипе».

## Список композиций
- 7" (номер в каталоге Epic Records — 34-74266)[8]

| №  | Название                  | Длительность |
| -- | ------------------------- | ------------ |
| 1. | «In the Closet» (7" Edit) | 4:29         |

| №  | Название                                 | Длительность |
| -- | ---------------------------------------- | ------------ |
| 2. | «In the Closet» (The Mission Radio Edit) | 4:28         |

- CS (номер в каталоге Epic Records — 658018 4)[8]

| №  | Название                                 | Длительность |
| -- | ---------------------------------------- | ------------ |
| 1. | «In the Closet» (7" Edit)                | 4:29         |
| 2. | «In the Closet» (The Mission Radio Edit) | 4:28         |

| №  | Название                                 | Длительность |
| -- | ---------------------------------------- | ------------ |
| 3. | «In the Closet» (7" Edit)                | 4:29         |
| 4. | «In the Closet» (The Mission Radio Edit) | 4:28         |

## Участники записи
- Майкл Джексон — музыка, текст, вокал, бэк-вокал, аранжировка вокала
- Таинственная девушка («Mystery Girl») — вокал
- Тедди Райли[англ.] — музыка, текст, запись, микширование, клавишные, синтезатор, аранжировка ритма, синтезатора
- Брюс Свиден[англ.], Жан-Мари Хорват, Дэйв Уэй — запись, микширование
- Уэйн Кобхэм — программирование

## Номинации
| Год  | Награда                      | Номинированная работа | Категория                               | Результат | Источник |
| ---- | ---------------------------- | --------------------- | --------------------------------------- | --------- | -------- |
| 1992 | MTV Video Music Awards       | Видеоклип             | Лучшая синематография в видеоклипе      | Номинация | [ 18 ]   |
| 1992 | Billboard Music Video Awards | Видеоклип             | Лучшая мужская хореография в видеоклипе | Номинация | [ 19 ]   |

## Позиции в чартах
| Чарт (1992)             | Высшая позиция |
| ----------------------- | -------------- |
| Австралия               | 5              |
| Австрия                 | 23             |
| Бельгия (Фландрия)      | 14             |
| Великобритания          | 8              |
| Германия                | 15             |
| Ирландия                | 4              |
| Италия                  | 4              |
| Канада                  | 16             |
| Нидерланды              | 9              |
| Новая Зеландия          | 5              |
| Норвегия                | 10             |
| Польша                  | 7              |
| США (Hot 100)           | 6              |
| США (R&B/Hip-Hop Songs) | 1              |
| Франция                 | 9              |
| Швейцария               | 25             |
| Швеция                  | 29             |